# Max Jahn (Politiker)

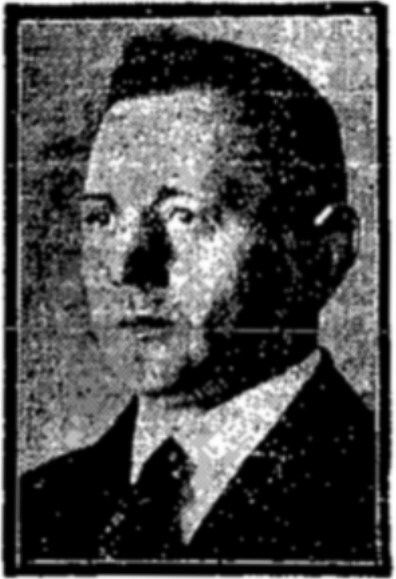
Max Jahn

Max Jahn (* 3. Juni 1881 in Hartha; † 28. Juli 1954 in Bremen) war ein deutscher Beamter, Politiker (SPD) und Bürgerschaftspräsident sowie Sportfunktionär in Bremen.

## Biografie

### Ausbildung und Beruf
Jahn war der Sohn eines Stellmachers. Er besuchte die Volksschule und erlernte wie sein Vater das Stellmacherhandwerk. Nach einer Wanderschaft kam er 1899 nach Bremen und arbeitete in seinem Beruf. 1899 trat er der Gewerkschaft und 1901 der Sozialdemokratischen Partei Deutschlands bei. 1914 wurde er Arbeitsvermittler im Öffentlichen Dienst. Nach seiner Zeit als Soldat von 1915 bis 1918 war er wieder bei der Dienststelle beim öffentlichen Arbeitsnachweis, später dann Arbeitsamt des Deutschen Reichs, tätig und stieg auf zum Referenten und Verwaltungsamtmann. Nach dem Zweiten Weltkrieg leitete er 1945 kurzzeitig das Arbeitsamt Bremen.

### Politik
1919/20 war er Mitglied der verfassungsgebenden Bremer Nationalversammlung. 1924 wurde er zum Mitglied der Bremer Bürgerschaft gewählt. Er war in den Deputationen für Schulen, Gesundheit und Sport tätig. 1927 wurde er Schriftführer im Bürgerschaftsvorstand, 1931 dann Erster Vizepräsident und am 6. März 1933 Präsident der Bürgerschaft. Infolge der Machtübernahme der Nationalsozialisten verlor er bereits am 15. März 1933 seine politischen Ämter und im Juli 1933 auch sein berufliches Amt. Er war nun als Grundstücksmakler tätig. Von 1939 bis 1945 tat er Dienst bei der Schutzpolizei.

### Der Sportfunktionär
Jahn war von 1905 bis 1933 Kreiskassenwart und bald Kreisvertreter im 11. Kreis (Nordwestdeutschland) des Arbeiter-Turn- und Sportbundes (ATSB). Unter seiner Leitung stieg die Zahl der Vereine von 114 mit 10.553 Mitgliedern auf 547 Vereine mit 41.400 Mitgliedern. Bei den Bundestagen des ATSB in Hamburg, Leipzig und Köln fungierte er als Versammlungsleiter. Als Mitbegründer leitete er von 1919 bis 1933 den Arbeiter-Turn- und Sportverein „Bahnhofsvorstadt“. Von 1919 bis 1921 war er Vorsitzender des Ausschusses für Sport- und Spielplätze in der Bremischen Nationalversammlung.
Er wurde 1945 im Nachkriegs-Bremen von Senator Christian Paulmann (SPD) zum ersten Sportbeauftragten des Landes Bremen als Sportreferent der Schulverwaltung und Leiter des Amtes für Leibesübungen und Jugendpflege ernannt. Er leitete ab Mitte 1945 die Wiederaufnahme und den Wiederaufbau des Sportbetriebes mit Unterstützung seines Sportinspektors Paul Eule in Bremen ein. Das „Ike-Stadium“ – so die damalige Bezeichnung des Weserstadions – konnte deshalb schon 1945 vor 15.00 Zuschauern die ersten Sportfeste zugunsten der Bremer Sporthilfe veranstalten. Er sorgte bis Oktober 1945 für die Gründung von 27 stadtteilorientierten, sportartübergreifenden „Sportgemeinschaften“ mit jeweils drei politisch unbelasteten, „entnazifizierten“ Obleuten. 
Ab März 1946 wurden – gegen den Widerstand Jahns, der das Modell der Sportgemeinschaften verfocht – die alten Vereine wieder zugelassen.

### Bürgerschaftsdirektor
Nach seiner Entlassung als Leiter des Amtes für Leibesübungen – trotz seiner Erfolge und seines Engagements gescheitert am zähen Überlebenswillen der alten, bürgerlichen Sportvereine – war er von 1946 bis 1954 Bürgerschaftsdirektor der Bremischen Bürgerschaft. Er baute die Verwaltung der Bürgerschaft wieder auf.

## Ehrungen
Der Max-Jahn-Weg in Bremen-Kattenturm wurde nach ihm benannt.